# Locag
Locag (en grec, λοχᾱγός lokhāgós) és un terme en llengua grega que vol dir ‘capità’. Més precisament, significa ‘líder d'un locos'. El terme equivalent en l'exèrcit hel·lènic per al capità de cavalleria és ilarc (ιλάρχος ilàrkhos).

## Ús antic i medieval
El terme ha estat utilitzat d'ençà de l'antiga Grècia en què el lloc del rang en la jerarquia militar era diferent entre ciutats estat. Per exemple, Xenofont va informar que un locag d'Esparta servia sota un polemarc. Aristòtil va informar que el seu homòleg a Atenes servia sota un taxiarc. En els manuals militars, una columna sovint és anomenada locos i, com a tal, el seu líder també és anomenat locag. Així, els locags també poden ser els protòstates pròmacs.
El rang de locag també podria representar un oficial aproximadament equivalent al centurió de l'exèrcit romà. Tanmateix, el terme també va ser utilitzat pels escriptors posteriors per a descriure el líder civil d'una cúria. El grau encara es feia servir en l'⁣exèrcit de l'⁣Imperi Romà d'Orient, encara que més habitualment s'usava el terme hecatontarc, un calc del centurió llatí. Algunes unitats romanes d'Orient primerenques com ara la infanteria auxiliar i la cavalleria escolar no tenien centurions ni decurions, però tenien centenarii i decenarii. Aquests són esmentats tant a l'Estratègicon de Maurici com de Jeroni. Warren Treadgold interpreta que aquests són un tipus de centurió júnior i sènior, una designació basada en l'antiguitat i l'experiència, no una distinció de rang. :90-91

## Ús modern
A l'exèrcit hel·lènic modern el rang és superior a un hipolocag (lloctinent) i inferior a un tagmatarca (major). La insígnia consta de tres estrelles de plata.

### Insígnies de rang

Insígnia de rang d'un locag, 1908-1936
Insígnia de rang d'un locag, 1937-1970
Insígnia de rang actual d'un locag, del 1970 ençà